# Jørgen Arenholt
Jørgen Arenholt (14. december 1876 i København - 27. juli 1953 smst) var en dansk læge, fodbold- og tennisspiller, som var medlem af Kjøbenhavns Boldklub.
Jørgen Arenholt blev student fra Birkerød Latin og Realskole 1895.  Han tog medicinsk embedseksamen 1903. Praktiserende læge i København 1905 og læge ved Karantænen 1913 derefter kommunelæge 1920.
Jørgen Arenholt vandt 1910 det danske mesterskaber i herresingle 1910. Han deltog ved OL i 1912 i Stockholm og stillede både op i single og herredouble med Vagn Ingerslev.
Jørgen Arenholt var med på det KB hold som vandt datidens vigtigste turnering Fodboldturneringen 1897-98.
Jørgen Arenholt giftede sig 1903 med politikeren og kvindesagsforkæmperen Julie Arenholt og de adopterede datteren Birte i 1910.